# Баджірао Мастані
Баджі Рао Мастані (гінді बाजीराव मस्तानी, англ. Bajirao Mastani) — індійський фільм 2015 року, історичний любовний роман. Режисер фільму Санджай Ліла Бхансалі, він також написав музику до фільму. Спільне виробництво Бхансалі та Eros International.
У головних ролях: Ранвір Сінґх в ролі Баджі Рао I, Пріянка Чопра в ролі Каші Баї, та Діпіка Падуконе в ролі Мастані. Фільм знятий на основі роману маратхського письменника Наґнатха Інамдара Raau, оповідає історію 6-го пешви держави маратхів Баджі Рао I (1700—1740) та його мусульманську жінку Мастані.
Фільм був у розробці протягом 15 років, Бхансалі хотів зробити фільм одразу після виходу «Навіки твоя» (Hum Dil De Chuke Sanam) у 2000 році. Тим не менше, кілька разів, виробництво було відкладено у зв'язку зі зміною акторів. Основні зйомки почалися в середині 2014 року, після того, як кастинг акторів на головні ролі був завершений. Прем'єра фільму відбулася 18 грудня 2015 року. Він був зустрінутий позитивними відгуків від критиків, які похвалили режисуру, операторську роботу, декорації, костюми, музику й хореографію.